# Place Denfert-Rochereau
Place Denfert-Rochereau je náměstí v Paříži. Nachází se ve 14. obvodu.

## Poloha
Náměstí leží ve 14. obvodu a vedou na něj ulice (od severu po směru hodinových ručiček): Boulevard Raspail, Avenue Denfert-Rochereau, Boulevard Arago, Boulevard Saint-Jacques, Avenue René-Coty, Avenue du Général-Leclerc, Rue de Grancey, Rue Froidevaux a Rue Victor-Considérant. Uprostřed se nachází Avenue du Colonel-Henri-Rol-Tanguy

## Historie
První část náměstí byla zřízena královským patentem z 9. srpna 1760 na okraji tehdejšího města v prostoru u jedné z bran městských hradeb (severovýchodní část náměstí). Vyhláška ze 16. ledna 1789 povolila náměstí i na druhé, vnější straně hradeb (jihozápadní část náměstí).
Střed náměstí byl v roce 2004 u příležitosti oslavy 60. výročí osvobození Paříže přejmenován na Avenue Colonel-Henri-Rol-Tanguy podle plukovníka Henriho Rol-Tanguye, jednoho z velitelů francouzského odboje.

## Název
Původní název náměstí zněl Place d'Enfer (Pekelné náměstí). Současné jméno Denfert-Rochereau bylo vybráno zčásti jako slovní hříčka (d'Enfer – Denfert má stejnou výslovnost). Pierre Philippe Denfert-Rochereau (1823-1878) byl francouzský plukovník, který v roce 1870 bránil francouzské město Belfort během Prusko-francouzské války.

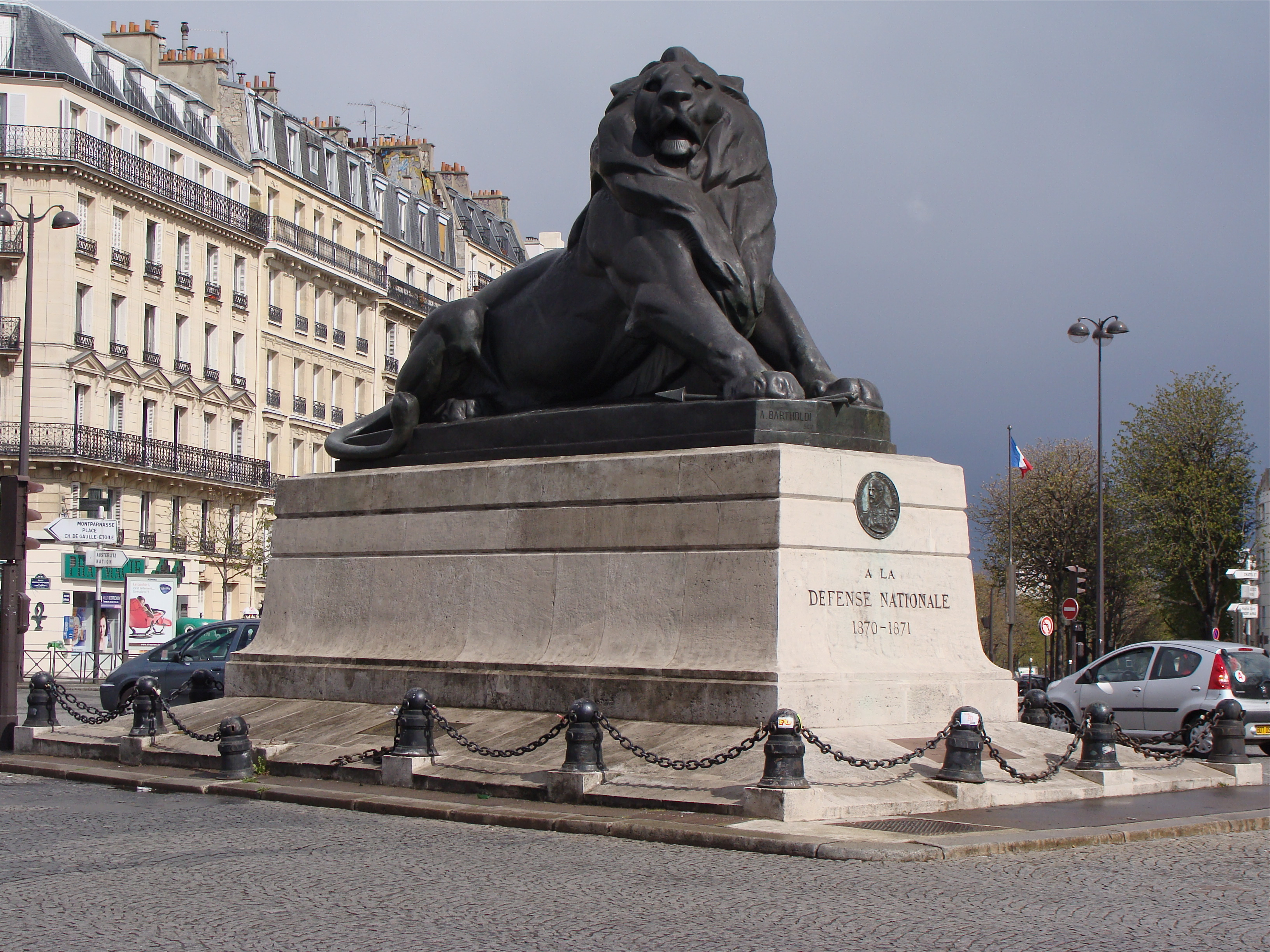
Belfortský lev

## Stavby
- V parku uprostřed náměstí se nachází vstup do pařížských katakomb.
- Naproti němu jsou dva domy zvané Barrière d'Enfer, součást bývalé hradební brány, kde se vybíralo clo za zboží dovezené do Paříže. V domě č. 3 sídlí Generální inspektorát kamenolomů a v čísle 4 Ředitelství silnic a dopravy. Budovy jsou chráněny jako historické památky.[1]
- Uprostřed silnic na náměstí se nachází další historická památka[2] – socha Belfortský lev (Lion de Belfort) symbolizující chrabrost plukovníka Denfert-Rochereau při obraně Belfortu za Prusko-francouzské války v roce 1870.
- Pod náměstím se nachází stanice metra Denfert-Rochereau, jejíž secesní vstup je památkově chráněn.[3]
- Nádraží Denfert-Rochereau linky RER B je nejstarším dochovaným nádražím v Paříži a je rovněž chráněno jako historická památka.[4]
- Součástí náměstí jsou tři malé parky: Square de l'Abbé-Migne, Square Jacques-Antoine a Square Claude-Nicolas-Ledoux.

## Náměstí v kultuře
Na tomto náměstí se odehrává první obraz ve 3. dějství Pucciniho opery Bohéma.